# 関西国際空港インターチェンジ
関西国際空港インターチェンジ（かんさいこくさいくうこうインターチェンジ）は、大阪府泉佐野市泉州空港北にある関西国際空港連絡橋のハーフICである。略称は関西空港IC、関空IC。当ICの出口には、連絡橋の往復料金をまとめて払う本線料金所がある。本項では同料金所についても料金所の項にてまとめて記す。

## 周辺
- 関西国際空港
  - 関空展望ホール
  - 第一ターミナルビル
  - エアロプラザ

など

## 料金所
当インターチェンジに併設する形で設置されている関西国際空港料金所は出口方面のみ設置され連絡橋の往復分の利用料金と泉佐野市が徴収している連絡橋の利用税、合わせて1往復普通車920円を支払う。

## 隣
E71 関西国際空港連絡橋・関西空港自動車道（国道481号）
（3）りんくうJCT・（4）りんくうIC‐（5）関西国際空港IC